# 76-та церемонія вручення премії «Еммі»
76-та церемонія вручення премії «Еммі» відзначала найкращі американські телевізійні програми в прайм-тайм з 1 червня 2023 року до 31 травня 2024 року за вибором Академії телевізійних мистецтв і наук, а 76-а церемонія вручення нагород Еммі у прайм-таймі відбулася 7 і 8 вересня в театрі Пікок у центрі Лос-Анджелеса, Каліфорнія.
Церемонія транслювалася 15 вересня 2024 року в США на каналі ABC. У 2024 році це була друга церемонія вручення нагород Primetime Emmy Awards. 75-та церемонія була відкладена з вересня 2023 року на 15 січня 2024 року через трудові суперечки в Голлівуді 2023 року.
Продюсерами церемонії була Джессі Колінс, а ведучими — Юджин Леві та Ден Леві.

## Переможці та номінанти
Номінації на 76-ту церемонію вручення премії було оголошено 17 липня 2024 року під час віртуальної трансляції з театру El Capitan у Голлівуді, Лос-Анджелес, Лос-Анджелес, яку вели актор Тоні Хейл, актриса Шеріл Лі Ральф і голова Телевізійної академії Кріс Абрего.
Сьогун лідирував у всіх програмах з 25 номінаціями, за ним слідує «Ведмідь» з 23 (найбільше за всю історію комедійного серіалу за один рік, побивши рекорд, який раніше належав 30 Rock, який отримав 22 у 2009 році).

### Програми
| Найкращий комедійний серіал - «Хитрощі» (Max)‡ - «Початкова школа „Ебботт“» (ABC) - «Ведмідь» (FX) - «Угамуй свій запал» (HBO) - «Вбивства в одній будівлі» (Hulu) - «Палм-Рояль» (Apple TV+) - «Пси резервації» (FX) - «Чим ми займаємося в тінях» (FX) | Найкращий драматичний серіал - «Сьоґун» (FX)‡ - «Корона» (Netflix) - «Фолаут» (Prime Video) - «Позолочене століття» (HBO) - «Ранкове шоу» (Apple TV+) - «Містер і місіс Сміт» (Prime Video) - «Кульгаві коні» (Apple TV+) - «Проблема 3 тіл» (Netflix) |
| Найкращий мінісеріал або серіал-антологія - «Оленя» (Netflix)‡ - «Фарго» (FX) - «Уроки хімії» (Apple TV+) - «Ріплі» (Netflix) - «Справжній детектив: Країна ночі» (HBO)                                                                                  | Найкраща змагальна реаліті-програма - The Traitors (Peacock)‡ - The Amazing Race (CBS) - RuPaul's Drag Race (MTV) - Top Chef (Bravo) - The Voice (NBC)                                                                                                 |
| Найкращий розмовний серіал - The Daily Show (Comedy Central)‡ - Jimmy Kimmel Live! (ABC) - Late Night with Seth Meyers (NBC) - The Late Show with Stephen Colbert (CBS)                                                                                  | Найкращий серіал-вар'єте - «Події минулого тижня з Джоном Олівером» (HBO)‡ - «Суботнього вечора в прямому ефірі» (NBC) |

### Актори

#### Головні ролі
| Найкращий актор у комедійному серіалі - Джеремі Аллен Вайт — «Ведмідь» (FX)‡ - Метт Беррі — «Чим ми займаємося в тінях» (FX) - Ларрі Девід — «Угамуй свій запал» (HBO) - Стів Мартін — «Вбивства в одній будівлі» (Hulu) - Мартін Шорт — «Вбивства в одній будівлі» (Hulu) - Д'Фараон Вун-А-Тай — «Пси резервації» (FX) | Найкраща акторка в комедійному серіалі - Джин Смарт — «Хитрощі» (Max)‡ - Квінта Брансон — «Початкова школа „Ебботт“» (ABC) - Айо Едебірі — «Ведмідь» (FX) - Селена Гомес — «Вбивства в одній будівлі» (Hulu) - Мая Рудольф — «Великі гроші» (Apple TV+) - Крістен Віг — «Палм-Рояль» (Apple TV+)      |
| Найкращий актор у драматичному серіалі - Санада Хіроюкі — «Сьоґун» (FX)‡ - Ідріс Ельба — «Перехоплений рейс» (Apple TV+) - Дональд Гловер — «Містер і місіс Сміт» (Prime Video) - Волтон Гоггінс — «Фолаут» (Prime Video) - Ґері Олдмен — «Кульгаві коні» (Apple TV+) - Домінік Вест — «Корона» (Netflix)               | Найкраща акторка в драматичному серіалі - Анна Савай — «Сьоґун» (FX)‡ - Дженніфер Еністон — «Ранкове шоу» (Apple TV+) - Керрі Кун — «Позолочене століття» (HBO) - Мая Ерскін — «Містер і місіс Сміт» (Prime Video) - Імельда Стонтон — «Корона» (Netflix) - Різ Візерспун — «Ранкове шоу» (Apple TV+) |
| Найкращий актор у мінісеріалі, серіалі-антології або фільмі - Річард Гадд — «Оленя» (Netflix)‡ - Меттью Бомер — «Подорожні» (Showtime) - Джон Гемм — «Фарго» (FX) - Том Голландер — «Ворожнеча: Капоте проти лебедів» (FX) - Ендрю Скотт — «Ріплі» (Netflix)                                                            | Найкраща акторка в мінісеріалі, серіалі-антології або фільмі - Джоді Фостер — «Справжній детектив: Країна ночі» (HBO)‡ - Брі Ларсон — «Уроки хімії» (Apple TV+) - Джуно Темпл — «Фарго» (FX) - Софія Вергара — «Гризельда» (Netflix) - Наомі Воттс — «Ворожнеча: Капоте проти лебедів» (FX)           |

#### Ролі другого плану
| Найкращий актор другого плану в комедійному телесеріалі - Ебон Мосс-Бакрак — «Ведмідь» (FX)‡ - Лайонел Бойс — «Ведмідь» (FX) - Пол Даунс — «Хитрощі» (Max) - Пол Радд — «Вбивства в одній будівлі» (Hulu) - Тайлер Джеймс Вільямс — «Початкова школа „Ебботт“» (ABC) - Боуен Ян — «Суботнього вечора в прямому ефірі» (NBC)                                                                             | Найкраща акторка другого плану в комедійному телесеріалі - Ліза Колон-Заяс — «Ведмідь» (FX)‡ - Керол Бернетт — «Палм-Рояль» (Apple TV+) - Ганна Ейнбіндер — «Хитрощі» (Max) - Джанель Джеймс — «Початкова школа „Ебботт“» (ABC) - Шеріл Лі Ральф — «Початкова школа „Ебботт“» (ABC) - Меріл Стріп — «Вбивства в одній будівлі» (Hulu)                                                 |
| Найкращий актор другого плану в драматичному телесеріалі - Біллі Крудап — «Ранкове шоу» (Apple TV+)‡ - Асано Таданобу — «Сьоґун» (FX) - Марк Дюпласс — «Ранкове шоу» (Apple TV+) - Джон Гемм — «Ранкове шоу» (Apple TV+) - Такехіро Хіра — «Сьоґун» (FX) - Джек Лоуден — «Кульгаві коні» (Apple TV+) - Джонатан Прайс — «Корона» (Netflix)                                                              | Найкраща акторка другого плану в драматичному телесеріалі - Елізабет Дебікі — «Корона» (Netflix)‡ - Крістін Баранскі — «Позолочене століття» (HBO) - Ніколь Бехарі — «Ранкове шоу» (Apple TV+) - Грета Лі — «Ранкове шоу» (Apple TV+) - Леслі Менвілл — «Корона» (Netflix) - Карен Піттман — «Ранкове шоу» (Apple TV+) - Голланд Тейлор — «Ранкове шоу» (Apple TV+)                   |
| Найкращий актор другого плану в мінісеріалі, серіалі-антології або фільмі - Ламорн Морріс — «Фарго» (FX)‡ - Джонатан Бейлі — «Подорожні» (Showtime) - Роберт Дауні-мол.) — «Симпатик» (HBO) - Том Ґудмен-Гілл — «Оленя» (Netflix) - Джон Гокс — «Справжній детектив: Країна ночі» (HBO) - Льюїс Пуллман — «Уроки хімії» (Apple TV+) - Тріт Вільямс — «Ворожнеча: Капоте проти лебедів» (FX) (посмертно) | Найкраща акторка другого плану в мінісеріалі, серіалі-антології або фільмі - Джессіка Ганнінг — «Оленя» (Netflix)‡ - Дакота Феннінг — «Ріплі» (Netflix) - Лілі Гладстон — «Під мостом» (Hulu) - Ейжа Наомі Кінг — «Уроки хімії» (Apple TV+) - Даян Лейн — «Ворожнеча: Капоте проти лебедів» (FX) - Нава Мау — «Оленя» (Netflix) - Кейлі Ріс — «Справжній детектив: Країна ночі» (HBO) |

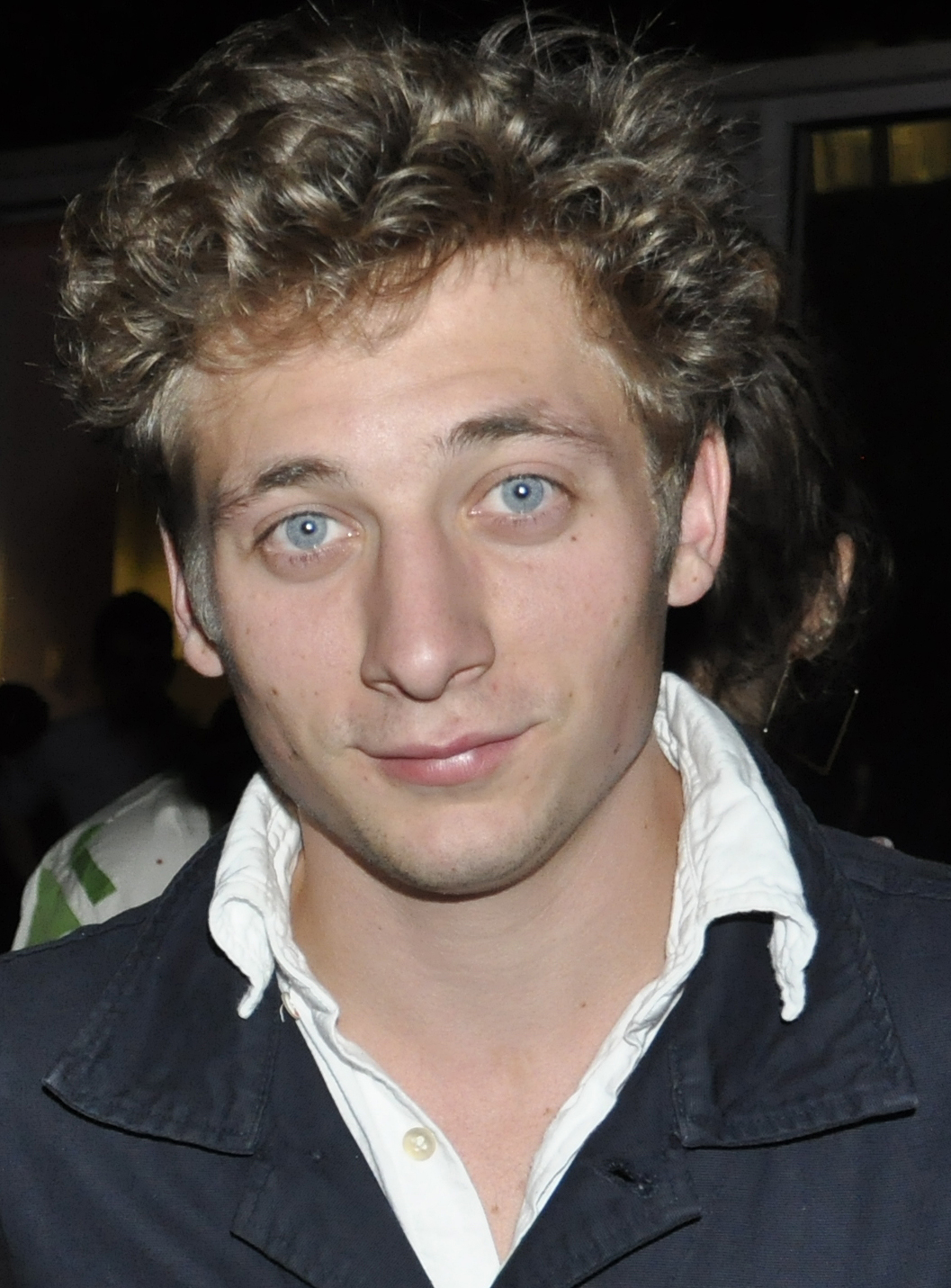
Джеремі Аллен Вайт, найкращий актор у комедійному серіалі
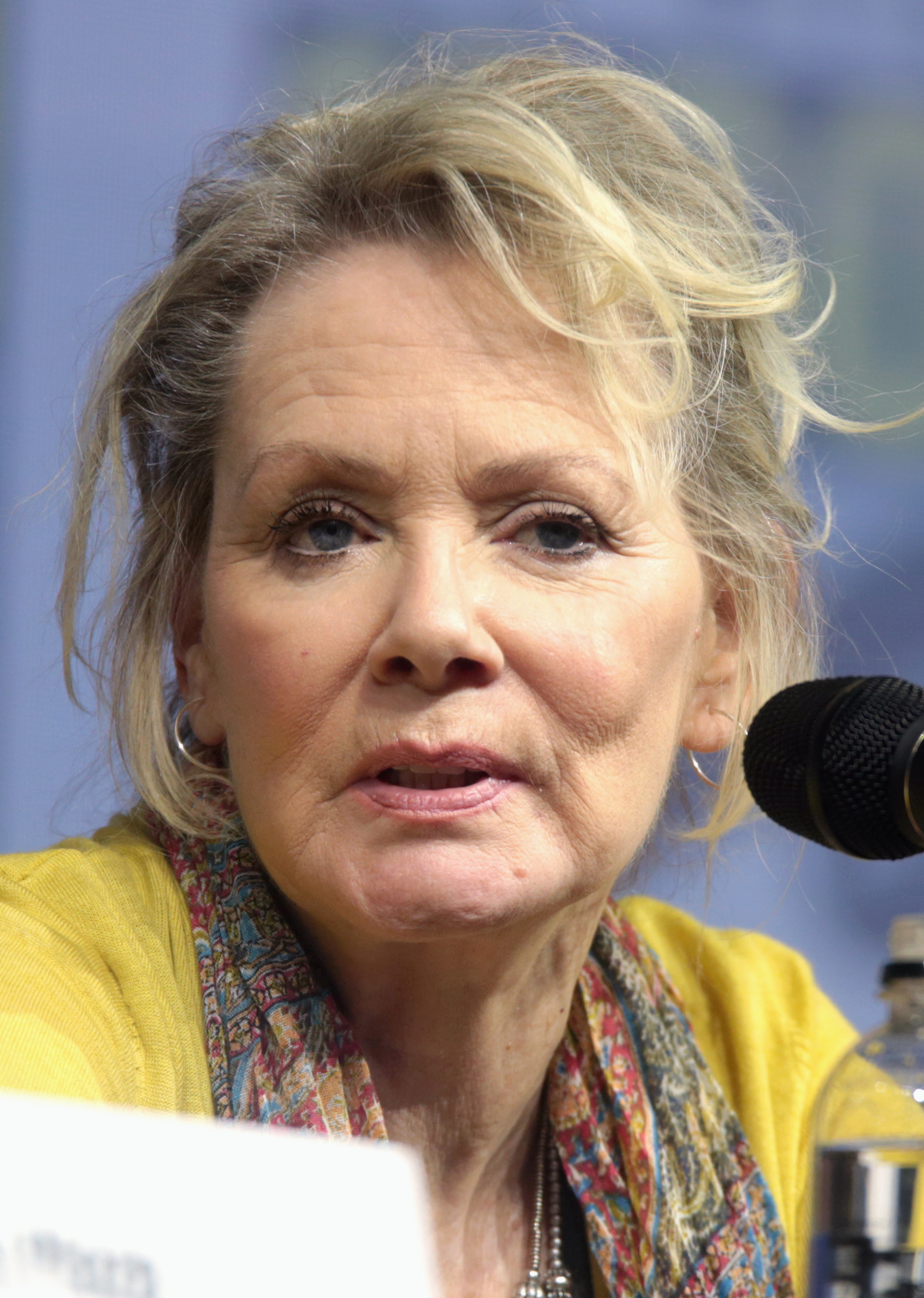
Джин Смарт, найкраща акторка в комедійному серіалі
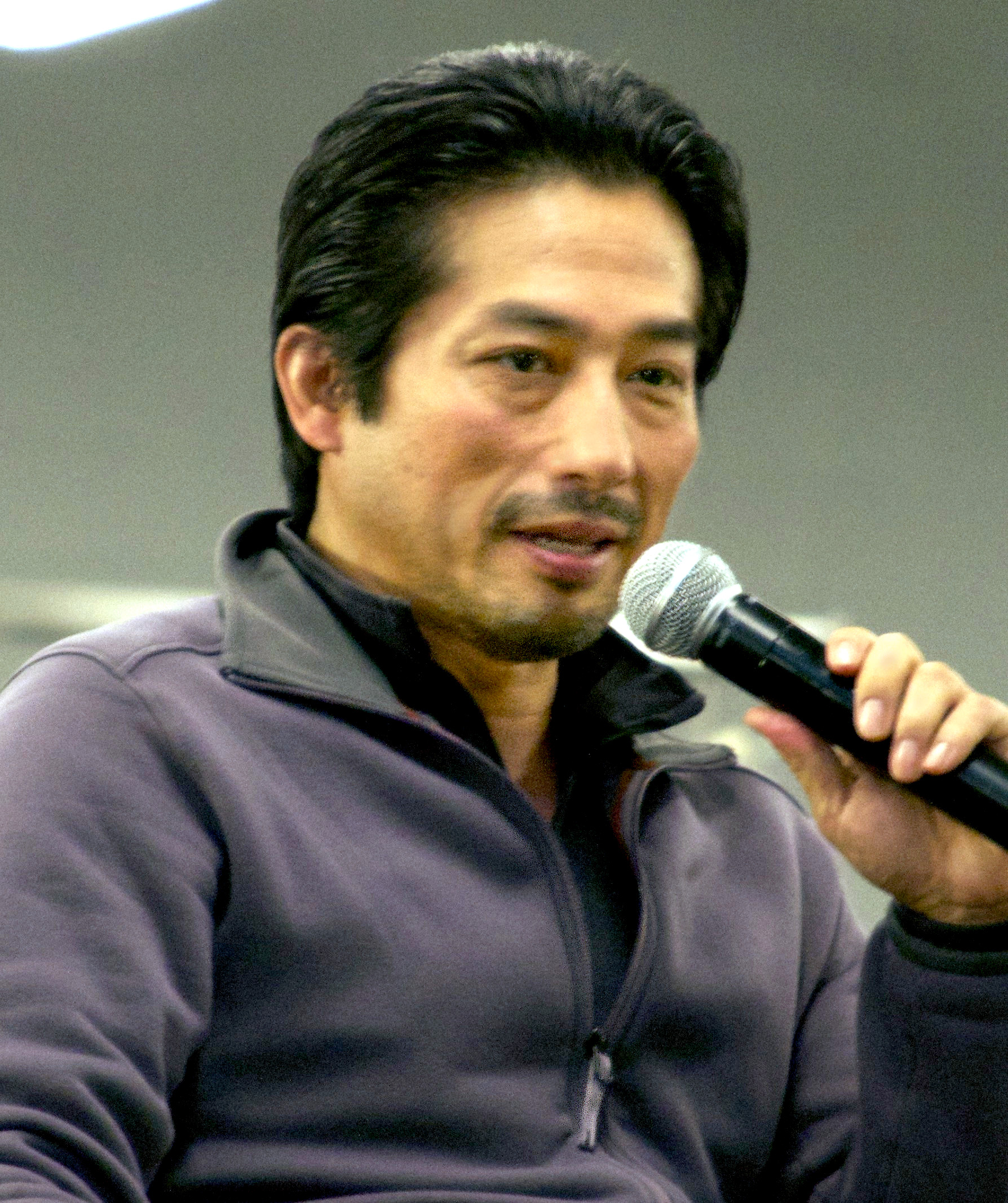
Хіроюкі Санада, найкращий актор у драматичному серіалі
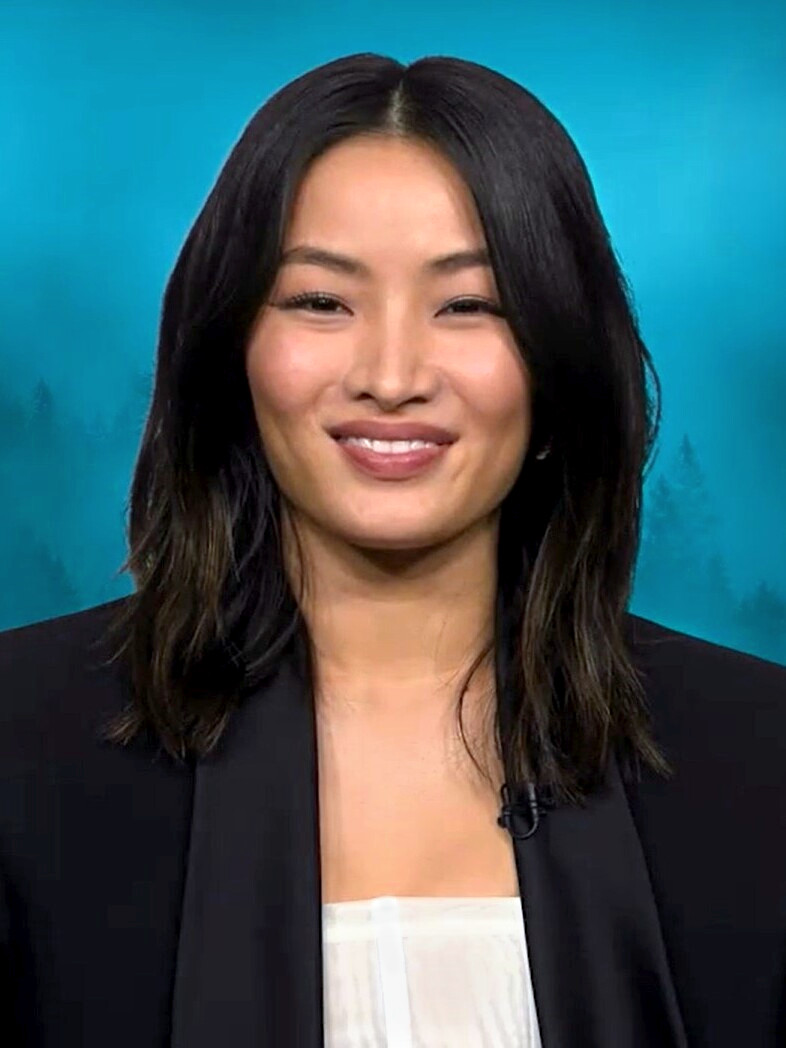
Анна Савай, найкраща акторка в драматичному серіалі
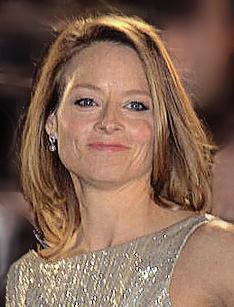
Джоді Фостер, найкраща акторка в серіалі-антології
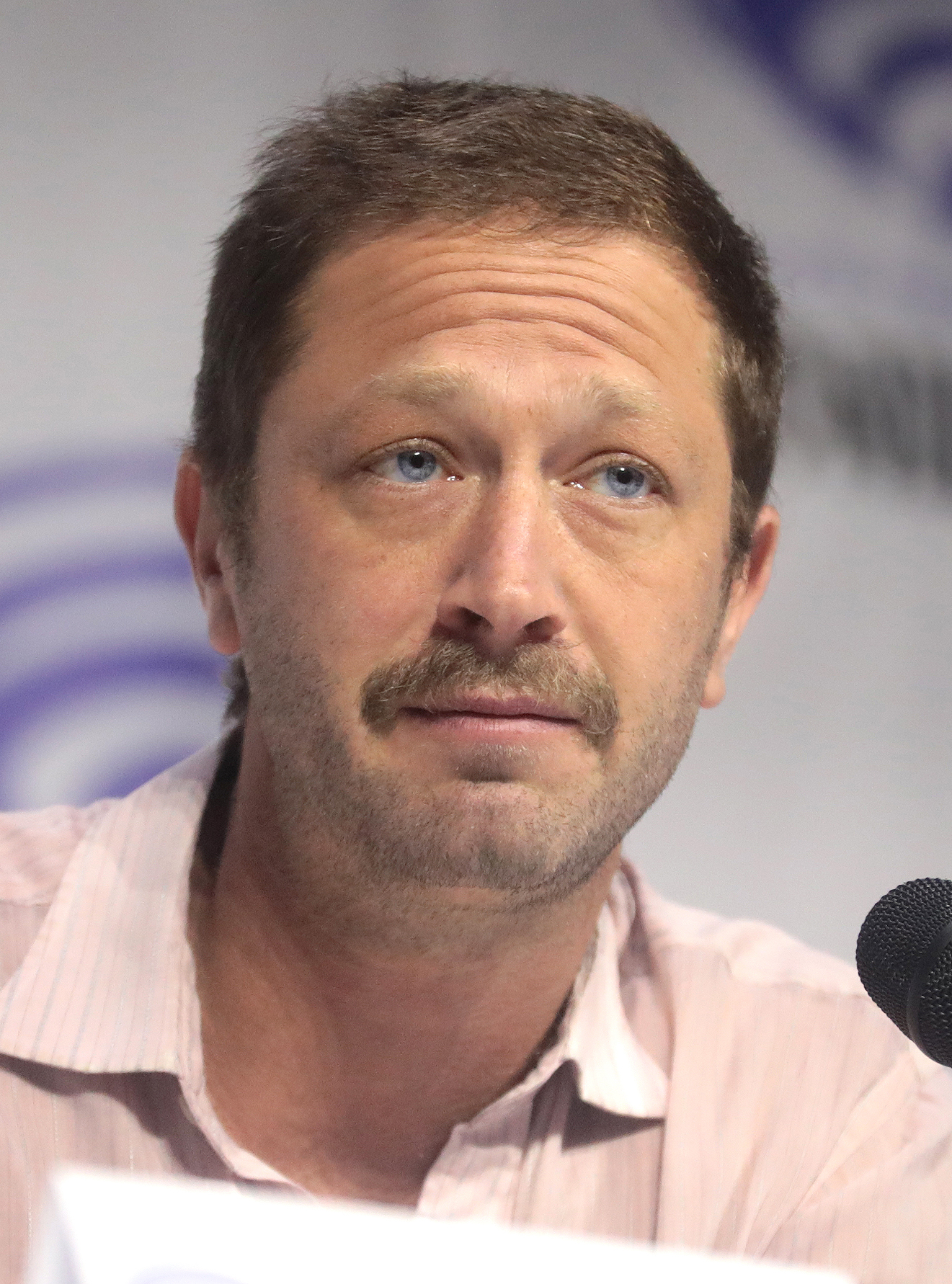
Ебон Мосс-Бакрак, найкращий актор другого плану в комедійному серіалі
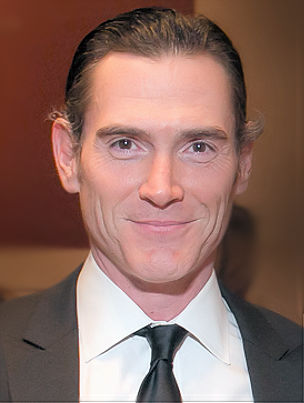
Біллі Крудап, найкращий актор другого плану в драматичному серіалі
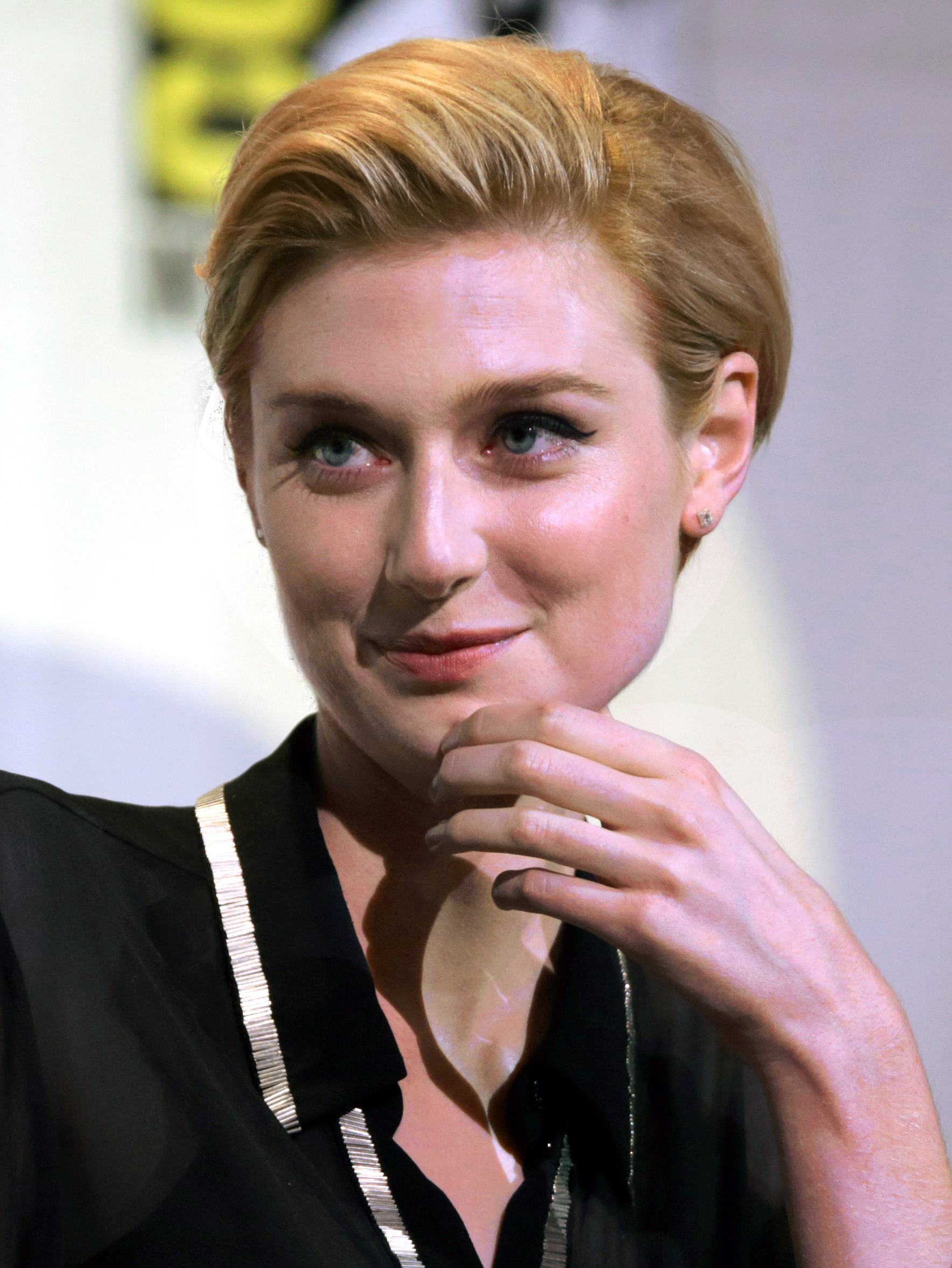
Елізабет Дебікі, найкраща акторка другого плану в драматичному серіалі
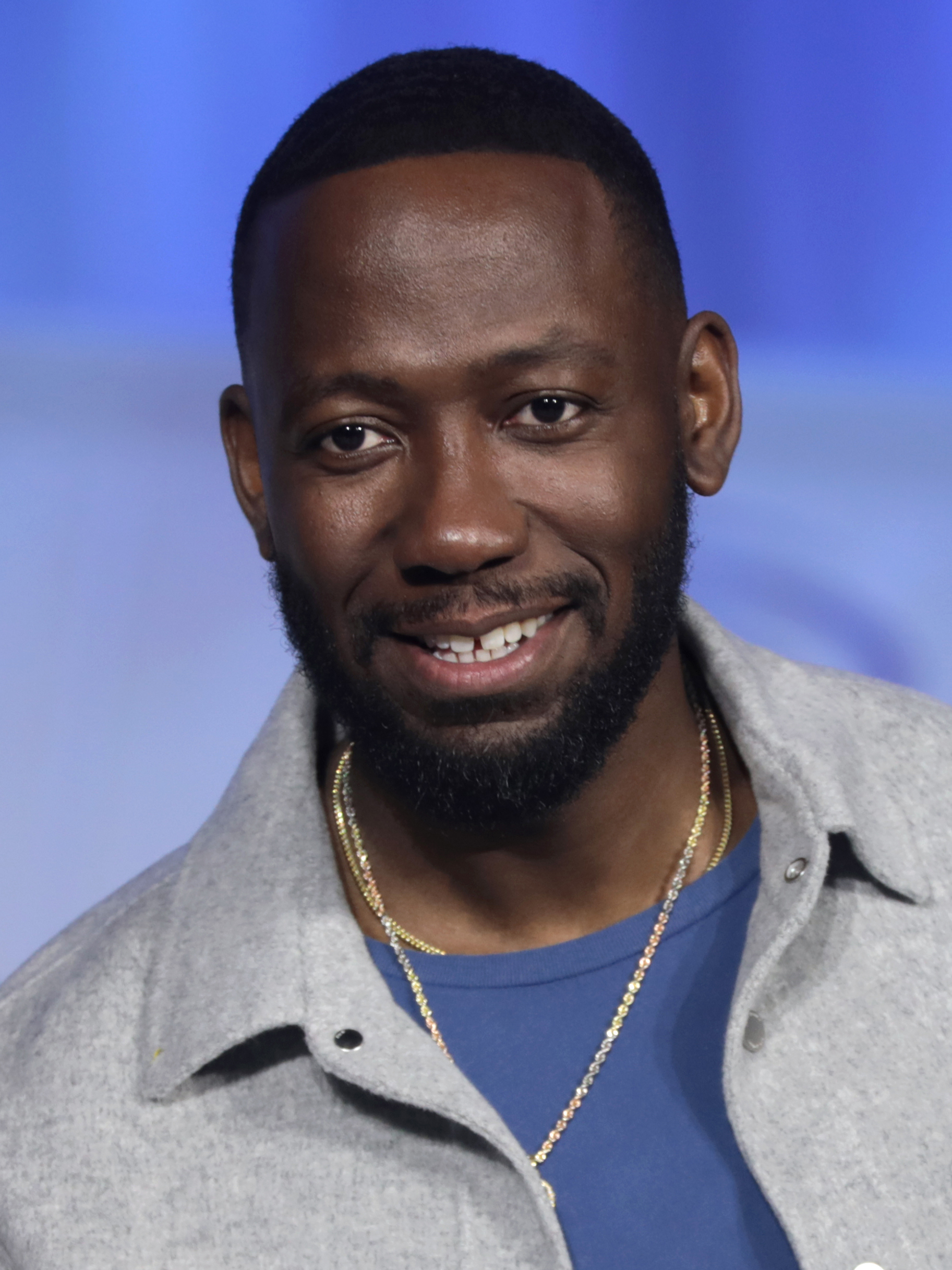
Ламорн Морріс, найкращий актор другого плану в серіалі-антології

### Режисура
| Найкраща режисура комедійного серіалу - «Ведмідь»: епізод «Fishes» (FX)‡ - «Початкова школа „Ебботт“»: епізод «Party» (ABC) - «Ведмідь»: епізод «Honeydew» (FX) - «Джентльмени»: епізод «Refined Aggression» (Netflix) - «Хитрощі»: епізод «Bulletproof» (Max) - «Шоу міс Пет»: епізод «I'm the Pappy» (BET+)                | Найкраща режисура драматичного серіалу - «Сьоґун»: епізод «Crimson Sky» (FX)‡ - «Корона»: епізод «Sleep, Dearie Sleep» (Netflix) - «Ранкове шоу»: епізод «The Overview Effect» (Apple TV+) - «Містер і місіс Сміт»: епізод «First Date» (Prime Video) - «Кульгаві коні»: епізод «Strange Games» (Apple TV+) - «Час перемагати: Становлення династії „Лейкерс“»: епізод «Beat L.A.» (HBO) |
| Найкраща режисура мінісеріалу, серіалу-антології або фільму - «Ріплі» (Netflix)‡ - «Оленя»: епізод «Episode 4» (Netflix) - «Фарго»: епізод «The Tragedy of the Commons» (FX) - «Ворожнеча: Капоте проти лебедів»: епізод «Pilot» (FX) - «Уроки хімії»: епізод «Poirot» (Apple TV+) - «Справжній детектив: Країна ночі» (HBO) | |

### Сценарій
| Найкращий сценарій комедійного серіалу - «Хитрощі»: епізод «Bulletproof» (Max)‡ - «Початкова школа „Ебботт“»: епізод «Career Day» (ABC) - «Ведмідь»: епізод «Fishes» (FX) - «Girls5eva»: епізод «Orlando»(Netflix) - «Інші двоє»: епізод «Brooke Hosts a Night of Undeniable Good» (Max) - «Чим ми займаємося в тінях»: епізод «Pride Parade» (FX) | Найкращий сценарій драматичного серіалу - «Кульгаві коні»: епізод «Negotiating with Tigers» (Apple TV+)‡ - «Корона»: епізод «Ritz» (Netflix) - «Фолаут»: епізод «The End» (Prime Video) - «Містер і місіс Сміт»: епізод «First Date» (Prime Video) - «Сьоґун»: епізод «Anjin» (FX) - «Сьоґун»: епізод «Crimson Sky» (FX) |
| Найкращий сценарій мінісеріалу, серіалу-антології або фільму - «Оленя» (Netflix)‡ - «Чорне дзеркало»: епізод «Joan Is Awful» (Netflix) - «Фарго»: епізод «The Tragedy of the Commons» (FX) - «Подорожні»: епізод «You're Wonderful» (Showtime) - «Ріплі» (Netflix) - «Справжній детектив: Країна ночі»: епізод «Part 6» (HBO)                      | |

## Інформація про церемонію
10 лютого 2024 року Академія телевізійних мистецтв і наук (ATAS, також відома як Телевізійна академія) оголосила, що 76-та церемонія вручення премії Еммі у прайм-тайм відбудеться 15 вересня.
Це була друга церемонія вручення премії «Еммі» у 2024 році через те, що 75-та церемонія, яка спочатку була запланована на 18 вересня 2023 року, відбулася через чотири місяці, 15 січня 2024 року, внаслідок трудових суперечок у Голлівуді 2023 року. ABC транслювала гала-концерт у рамках чотирирічної ротаційної угоди між телеканалами «Великої четвірки», підписаної у 2018 році.
Продюсерами церемонії займалася Джессі Колінс Ентертеймент (Джессі Колінс, Діонне Гармон і Дженна Роуз-Клей) другий рік поспіль. 16 серпня актор Юджин Леві та його син Ден були оголошені співведучими. Це був перший випадок, коли дует батька та сина були співведучими церемонії вручення премії «Еммі».
З 6,87 мільйона глядачів церемонія показала зростання рейтингів на 54 % порівняно з рекордно низькими рейтингами попередньої церемонії. Це був найкращий рейтинг за три роки. Він також отримав рейтинг 1,02 серед дорослих віком 18–49 років.

## На пам'ять
У щорічному сегменті In Memoriam Джелі Ролл виконав свою пісню «I Am Not Okay». Після цього Джиммі Кіммел вшанував Боба Ньюхарта. Ньюхарту було віддано ще одну данину поваги, програвши пісню Шоу Боба Ньюхарта під час кінцевих титрів трансляції нагородження. Телевізійна академія отримала негативну реакцію після того, як такі актори, як Еріка Еш, Тайлер Крістофер, Шеллі Дюваль, Джо Флаерті, Чіта Рівера та Джонні Вактор, були пропущені не згадані.

## Переможці та номінанти
Номінації на 76-ту премію «Еммі» в прайм-тайм були оголошені 17 липня 2024 року у віртуальній трансляції з театру «Ель Капітан» у Голлівуді, Лос-Анджелес, ведучими якої були актор Тоні Хейл, акторка Шеріл Лі Ральф та голова Телевізійної академії Кріс Абрего.
Серіал Shōgun лідирував серед усіх програм з 25 номінаціями, за ним слідував The Bear з 23 (найбільше для комедійного серіалу за один рік, побивши рекорд, який раніше належав 30 Rock, що отримав 22 у 2009 році). Netflix лідирував серед усіх мереж зі 107 номінаціями.